# Herbert Fingarette
Herbert Fingarette (* 20. Januar 1921 in Brooklyn, New York; † 2. November 2018 in Berkeley, Kalifornien) war ein amerikanischer Philosoph, der den Lehrstuhl für Philosophie an der Universität von Kalifornien, Santa Barbara innehatte. Bekannt wurde er vornehmlich durch seine Sachliteratur und einen Dokumentarfilm Being 97, in dem er über die Frage seines nahenden Todes reflektiert.

## Jugend und Ausbildung
Herbert Fingarette wurde in Brooklyn als Sohn von David Borenstein, einem Hersteller von Bestandteilen für Nähmaschinen, und Jeannette (Mantel) Borenstein geboren. Später in seinem Leben nahm er den Nachnamen seines Stiefvaters Harry Fingarette an, der Inhaber von Drogerien war. Als Jugendlicher zog er mit seiner Familie nach Los Angeles, wo er an der Universität von Kalifornien, Los Angeles Chemie studierte, ehe er sein Studium abbrach, um während des Zweiten Weltkrieges in die United States Army einzuziehen. Anschließend setzte er sein Studium an derselben Universität fort und erlangte 1947 den Bachelor of Arts (B.A.) sowie 1949 den Ph.D. jeweils im Fach Philosophie.

## Werdegang
Während seines Berufslebens lagen seine Tätigkeitsschwerpunkte hauptsächlich in den Bereichen der Philosophie der Psychologie, Rechtsphilosophie und chinesischen Philosophie. Ab 1948 forschte und lehrte er bis zu seiner Emeritierung 1988 an der Philosophischen Fakultät der Universität von Kalifornien, Santa Barbara. Neben seiner Tätigkeit als Hochschullehrer in Santa Barbara war Fingarette zudem Fellow an diversen Universitäten und Instituten wie z. B. der Stanford-Universität, dem Institut für Psychiatrie des King’s College London und dem Addiction Research Center. Als Autor reüssierte er mit seinem ersten in 1963 veröffentlichten Buch The Self Transformation, in dem er sich mit Freudschen Theorien innerhalb des philosophischen Kontextes auseinandersetzt. Anschließend folgten seine Werke über die Thematik der Verantwortung: On Responsibility 1967; Self-Deception, 1969; Mapping Responsibility 2004, in denen er aus der Perspektive der Philosophie das Konzept der Verantwortung in Abrede stellte. Im Bereich der Rechtsphilosophie publizierte er solche Werke wie The Meaning of Criminal Insanity (1972) und einen Artikel The Perils of Powell: In Search of a Factual Foundation for the Disease Concept of Alcoholism, der in der rechtswissenschaftlichen Fachzeitschrift Harvard Law Review veröffentlicht und bei einem Rechtsstreit Traynor v. Turnage, 485 U.S. 535 (1988) vor dem Obersten Gerichtshof der Vereinigten Staaten als Hilfsmittel zur Bildung eines Gerichtsurteils eingesetzt wurde.
Fingarette vertrat in seinem 1988 publizierten Buch Heavy Drinking: The Myth of Alcoholism as a Disease die von medizinischen Experten abgelehnte Ansicht, dass Alkoholismus keine fortschreitende Erkrankung sei, sondern ein Laster, das nur mithilfe von Abstinenz und Mäßigung überwunden werden könne. Obwohl Fingarette keine klinischen Experimente in diesem Bereich durchführte, behauptete er, sich wissenschaftlicher Studien bedient zu haben, um Schlussfolgerungen und Argumente zu diesem Thema zu fassen. 
Im Bereich der chinesischen Philosophie war Fingarette erfolgreich. Sein Buch Confucius: The Secular as Sacred (1972), das nach Ansichten mancher das einflussreichste seiner Werke war, wurde von Experten im Bereich der chinesischen Geschichte gepriesen und gilt bis dato als Pflichtlektüre für Forscher von Werken des Konfuzius. Noch vor seinem Tod arbeitete er an einem Essay darüber, wie die Toten das Leben der Lebenden in unserer Gesellschaft weiter prägen: Ein Thema, mit dem er sich zuvor in seinem Buch Death: Philosophical Soundings (1996) befasst habe.

## Familie
Fingarette heiratete 1945 seine Frau Leslie Josephine Swabacker, mit der er eine gemeinsame Tochter hatte. 2007 zogen Fingarette und seine Frau nach Santa Barbara um, um nahe ihrer Familie zu leben. Swabacker starb 2011, Fingarette starb im Jahr 2018 – laut seiner Tochter Ann Fingarette Hasse – an einem Herzversagen. Er hinterlässt eine Tochter, zwei Enkel und seinen Schwiegersohn.

## Werke
- Confucius: The Secular As Sacred. Verlag: Harper and Row, 1972, ISBN 978-0-06-131682-1
- Death: Philosophical Soundings. Verlag: Open Court, 1999, ISBN 978-0-8126-9330-0
- Heavy Drinking: The Myth of Alcoholism as a Disease. Verlag: University of California Press, 1989, ISBN 978-0-520-06754-7
- Self-Deception. Verlag: University of California Press, 2000, ISBN 978-0-520-22052-2
- The Meaning of Criminal Insanity. Verlag: University of California Press, 1972, ISBN 978-0-520-02082-5
- The Self in Transformation: Psychoanalysis, Philosophy and the Life of the Spirit. Verlag: Harper Torchbooks, 1977, ISBN 978-0-06-131177-2